# Władysław Rubin
Władysław kardinál Rubin (20. září 1917 – 28. listopadu 1990 Řím) byl polský římskokatolický kněz, vysoký úředník římské kurie a kardinál.

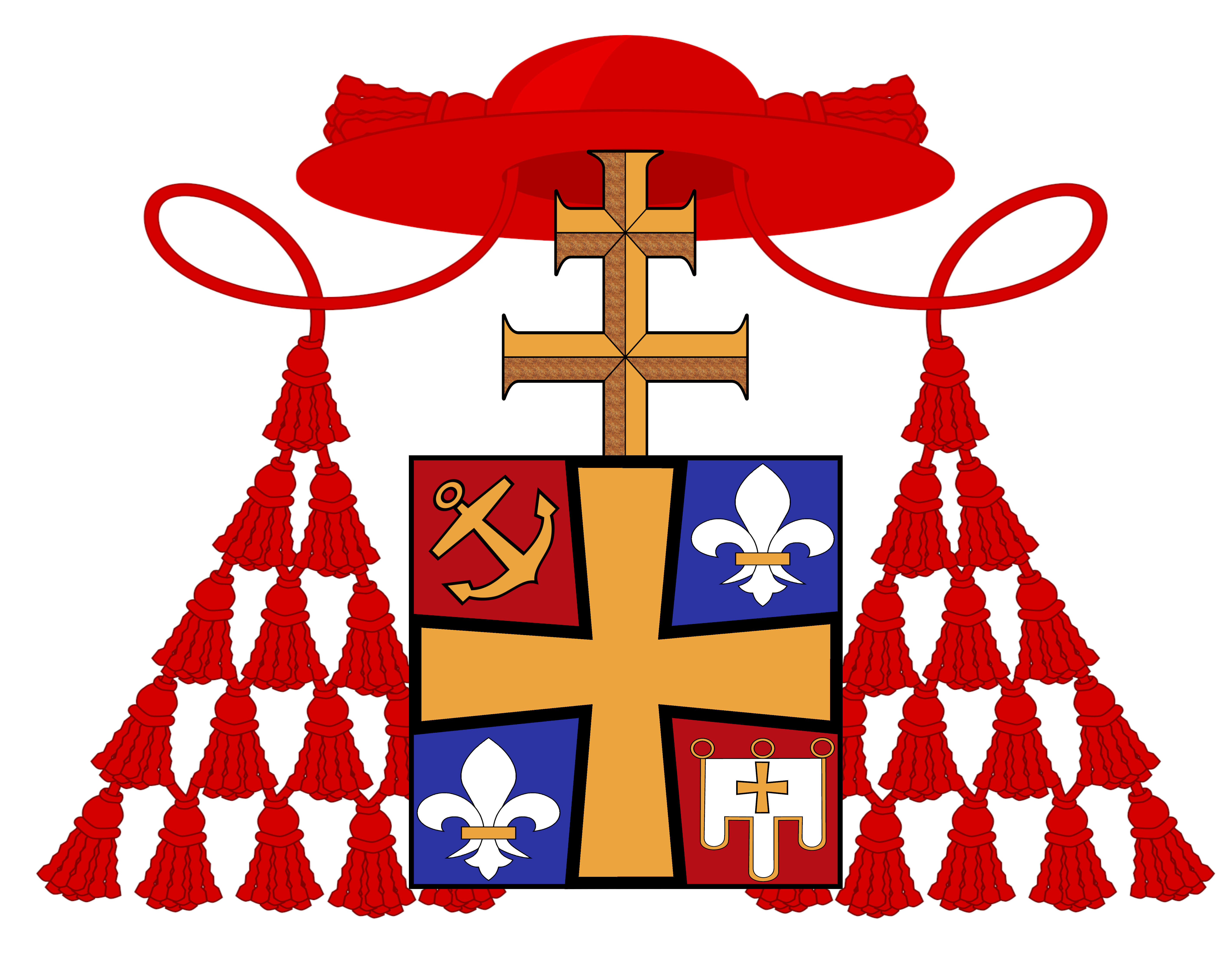

## Biografie
Po maturitě v Tarnopolu vstoupil do semináře ve Lvově, později přerušil studium v semináři a studoval medicímu. Po vypuknutí druhé světové války a obsazení východní části Polska Rudou armádou se snažil uprchnout do Rumunska, byl však sovětskou policií zadržen a uvězněn v gulagu. Po zformování polské armády v SSSR vstoupil do jejich řad. Po opouštění SSSR odcestoval do Bejrútu, kde studoval teologii a po skončení druhé světové války byl 30. června 1946 vysvěcen. Působil nadále v Libanonu, věnoval se pastoraci polských emigrantů. V roce 1949 začal studovat na papežské univerzitě Gregoriana právo, v letech 1959 až 1964 byl rektorem Polské koleje v Římě.
V roce 1964 ho papež Pavel VI. jmenoval pomocným biskupem arcidiecéze hnězdenské, biskupské svěcení přijal 29. listopadu téhož roku. Stal se delegátem polského primase Stefana Wyszyńského pro polské emigranty a exulanty. Tuto funkci zastával až do roku 1980.
Při konzistoři 30. června 1979 ho papež Jan Pavel II. jmenoval kardinálem. V letech 1980 až 1985 vykonával funkci prefekta Kongregace pro východní církve.